# 北井上村
北井上村（きたいのうえそん）は、徳島県名東郡にあった村。現在の徳島市国府町の飯尾川以北にあたる。

## 地理
- 河川 ： 吉野川、飯尾川

## 歴史
- 1889年（明治22年）10月1日 - 町村制の施行により、芝原村・東黒田村・西黒田村・佐野塚村・祖母ヶ島村の区域をもって発足。
- 1955年（昭和30年）2月1日 - 国府町・南井上村と合併して国府町が発足。同日北井上村廃止。